# Диллон Дэй
Диллон Дэй (англ. Dillon Day), настоящее имя Лэнс М. Бейкер (англ. Lance M. Baker, род. 18 августа 1970 года, Огайо, США) — американский порноактёр и порнорежиссёр, лауреат премий XRCO и NightMoves.

## Биография
Родился 18 августа 1970 года в Огайо, США. Настоящее имя — Lance M. Baker. Был женат на Даше с 9 января 2000 года, но затем развёлся и в настоящее время (с 2006 года) состоит в браке с порноактрисой Викторией Раш (Victoria Rush).
Первоначально преследовал голливудскую карьеру и снялся в комедии Bio-Dome (1996 г.) и в триллере Widow's Kiss (1994 г.). Затем дебютировал в порнобизнесе в 1999 году, в возрасте около 29 лет. Снялся более чем в 1000 фильмов и срежиссировал 37. В 2002 году отец Диллона последовал примеру сына, дебютировав в картине студии Sin City Island Rain под сценическим псевдонимом Poppa Wad.
У Диллона несколько татуировок: на задней стороне шеи; на левом плече; браслет вокруг левой руки; надпись «OVERCOME» на левом предплечье; тасманийский дьявол и надпись «No Fear» на правом бедре.
В 2001 году Дэй получил две награды — XRCO Award в номинации «лучший новичок» и NightMoves Award в категории «лучший актёр/исполнитель (выбор редакции)».

## Награды и номинации
| Год  | Церемония        | Результат | Номинация                                                                                           | Работа                     |
| ---- | ---------------- | --------- | --------------------------------------------------------------------------------------------------- | -------------------------- |
| 2001 | AVN Awards       | Номинация | Исполнитель года                                                                                    | н/д                        |
| 2001 | AVN Awards       | Номинация | Лучший актёр — фильм                                                                                | Watchers                   |
| 2001 | AVN Awards       | Номинация | Лучший актёр — видео                                                                                | Dark Angels                |
| 2001 | AVN Awards       | Номинация | Лучший актёр второго плана — фильм                                                                  | Adrenaline                 |
| 2001 | AVN Awards       | Номинация | Лучший актёр второго плана — видео                                                                  | West Side                  |
| 2001 | AVN Awards       | Номинация | Лучшая парная секс-сцена — видео (вместе с Лолой)                                                   | Chica Boom 3               |
| 2001 | AVN Awards       | Номинация | Лучшая парная секс-сцена — видео (вместе с Мидори)                                                  | West Side                  |
| 2001 | AVN Awards       | Номинация | Лучшая парная секс-сцена — фильм (вместе с Дашей)                                                   | Shakespeare Revealed       |
| 2001 | NightMoves Award | Победа    | Лучший актёр/исполнитель (выбор редакции)                                                           | н/д                        |
| 2001 | XRCO Award       | Победа    | Лучший новичок                                                                                      | н/д                        |
| 2002 | AVN Awards       | Номинация | Исполнитель года                                                                                    | н/д                        |
| 2002 | AVN Awards       | Номинация | Лучший актёр — фильм                                                                                | Underworld                 |
| 2002 | AVN Awards       | Номинация | Лучшая парная секс-сцена — видео (вместе с Т.Дж. Харт)                                              | Fast Cars & Tiki Bars      |
| 2003 | AVN Award        | Номинация | Исполнитель года                                                                                    | н/д                        |
| 2003 | AVN Award        | Номинация | Лучший актёр — фильм                                                                                | Poison Angel               |
| 2003 | AVN Award        | Номинация | Лучшая сцена анального секса — видео (вместе с Джуэлс Джейд)                                        | Wildlife Anal Contest 2002 |
| 2003 | AVN Award        | Номинация | Лучшая парная секс-сцена — видео (вместе с Ханной Харпер)                                           | Role Models 2              |
| 2003 | AVN Award        | Номинация | Лучшая групповая сексуальная сцена — фильм (вместе с Дашей и Шэрон Уайлд)                           | Take 5                     |
| 2003 | AVN Award        | Номинация | Лучшая групповая сексуальная сцена — фильм (вместе с Дашей, Danny и Пэтом Майном)                   | Vision                     |
| 2003 | AVN Award        | Номинация | Лучшая групповая сексуальная сцена — видео (вместе с April, Вайолет Блу, Эви Скотт и Рэнди Спирсом) | Heroin                     |
| 2003 | XRCO Award       | Номинация | Лучшая групповая сцена (вместе с April, Вайолет Блу, Эви Скотт и Рэнди Спирсом)                     | Heroin                     |
| 2004 | AVN Award        | Номинация | Лучший актёр — видео                                                                                | Phoenix Rising 2           |
| 2004 | AVN Award        | Номинация | Лучший актёр второго плана – фильм                                                                  | Perfect                    |
| 2004 | AVN Award        | Номинация | Лучшая сцена группового секса – фильм (вместе с Авророй Сноу и John West)                           | Heaven                     |
| 2006 | AVN Award        | Номинация | Иностранный исполнитель года                                                                        | н/д                        |
| 2006 | AVN Award        | Номинация | Лучший актёр — видео                                                                                | Dark Angels 2: Bloodline   |
| 2006 | AVN Award        | Номинация | Лучшая парная сцена — видео (вместе с Дашей)                                                        | Suck, Fuck, Swallow        |
| 2006 | XRCO Award       | Номинация | Лучшее сольное исполнение — актёр                                                                   | Dark Angels 2              |
| 2007 | AVN Awards       | Номинация | Лучшая POV-сцена (вместе со Стэйси Сильвер)                                                         | Chew on My Spew 3          |